# Приорілля

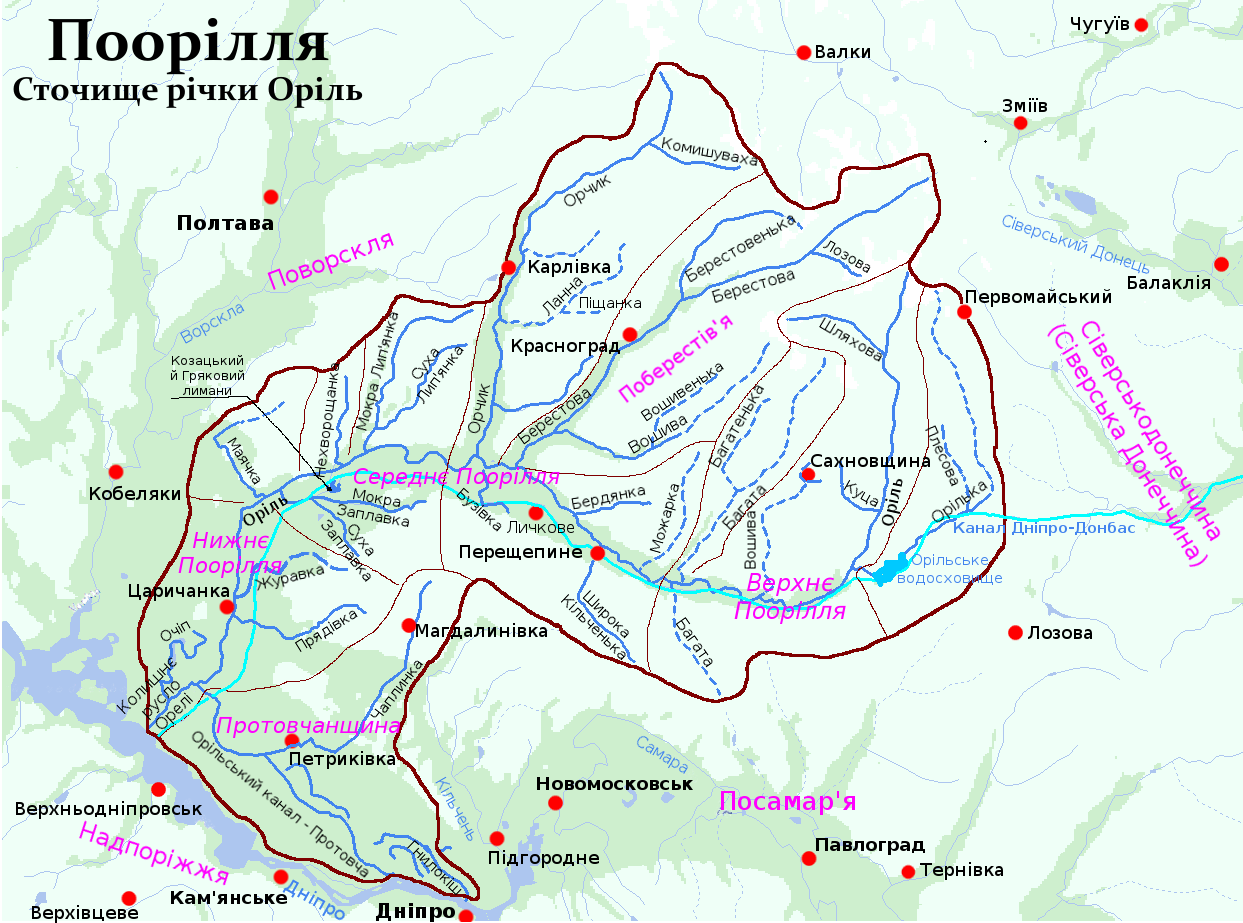
Поорілля

Приорі́лля, Поорі́лля — українська географічна, етнокультурна й історична область. Обіймає сточище річки Оріль. Лежить на півночі Дніпропетровської, південному заході Харківської й південному сході Полтавської областей.
Землі Поорілля входили в Орільську паланку Запорозької Січі.
Головні центри Поорілля: міста Красноград і Перещепине і селище Царичанка. Біля Перещепиного були історичні центри Поорілля — Орільської паланки Запорозької Січі — Личкового й Великої Козирщини. За царату Красноград (Костянтиноград) і Царичанка були повітовими містами.
У межах Приорілля мешкає приблизно 250 000 осіб.

## Сучасні адміністративні формування Поорілля

### Дніпропетровська область
- Амур-Нижньодніпровський район міста Дніпро
- Магдалинівський район (північна частина)
- Новомосковський район (північна частина)
- Юр'ївський район (північна частина)
- Царичанський район

### Полтавська область
- Карлівський район — (без північного заходу)
- Машівський район — (без північної сторони)
- Новосанжарський район — (південна східна сторона; Нехворощанський район)
- Кобеляцький район — (крайній схід і південь)
- Чутівський район (східна кінцівка району)

### Харківська область
- Валківський район (південно-східний кут)
- Зачепилівський район
- Кегичівський район
- Красноградський район
- Лозівський район (північно-західний кут)
- Нововодолазький район (південна сторона)
- Первомайський район (Харківська область) (Західна сторона)
- Сахновщинський район

## Рекомендована література
- А. М. РОЛЬ РОДИНИ ЛЕВИЦЬКИХ У РОЗВИТКУ ОСВІТИ І КУЛЬТУРИ ПРИОРІЛЛЯ (КІНЕЦЬ XVIII–ПОЧАТОК ХХ СТ.)[недоступне посилання]
- Б. О. и др. Сучасний екологічний стан басейну річки Оріль в контексті створення національного природного парку Приорільський //Вісник Дніпропетровського державного аграрного університету. — 2013. — №. 2. — С. 55-60. [Архівовано 25 січня 2022 у Wayback Machine.]
- В. Я. Морфофізіологічні індекси прудкої ящірки (Lecerta agilis Linnaeus, 1758)(Reptilia: Leceridae) в умовах степових лісів Присамар'я та Приорілля //Питання біоіндикації та екології.–Запоріжжя. — 2009. — С. 137—142.[недоступне посилання]
- БІЛОКІНЬ Маловідомі факти з історії Пікінерського повстання на приоріллі у 1769—1770 роках[недоступне посилання]
- Т., Ротар Н. Результати аналізу формування, специфіки функціонування, особливостей трансформації регіональних політичних режимів в Україні: аналіз випадків: [розділ книги. — 2018.] [Архівовано 25 січня 2022 у Wayback Machine.]

| Україна | Це незавершена стаття з географії України. Ви можете допомогти проєкту, виправивши або дописавши її. |